# Києво

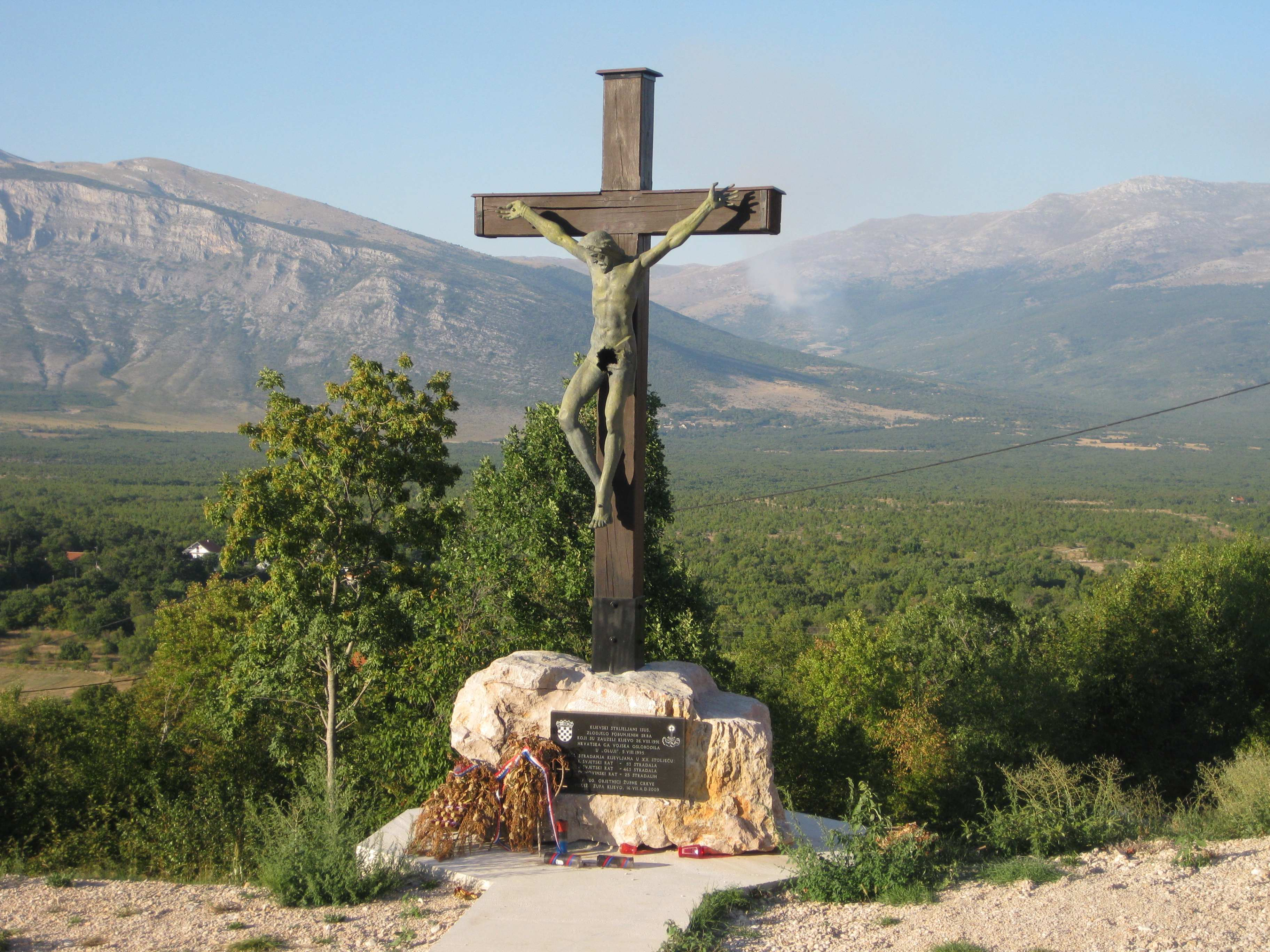
Києвський стріляний Ісус

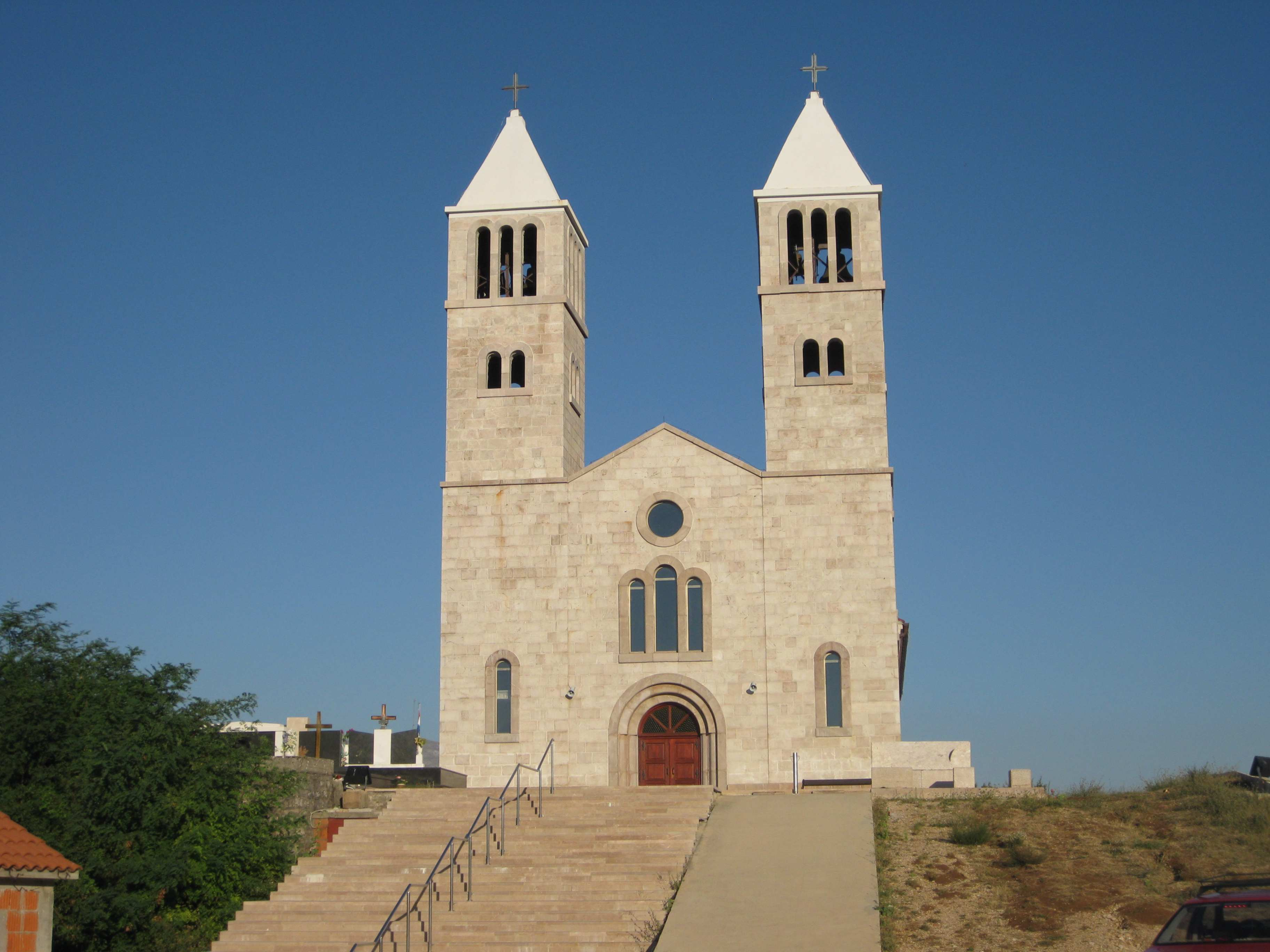
Відновлена церква Св. Міховіла в Києві, тричі за XX ст. розвалена до основи сербськими нападниками

Ки́єво (хорв. Kijevo) — село та однойменна громада в Хорватії, у далматинській глибинці на південний схід від Книна. В адміністративному відношенні належить до Шибеницько-Книнської жупанії.

## Розташування
Києво лежить попід горами Динара в родючій долині біля витоку річки Цетина. Село розташовано на автомагістралі національного значення D1 між містами Врліка та Книн.

## Історія
У часи Першої світової війни загинули тридцять чотири жителі Києва.
У Другу світову війну Києво ввійшло до складу Незалежної Держави Хорватія. Навесні 1942 року поселення атакували югославські партизани. У результаті нападу приблизно половина населення Києва вдалася до втечі і переселилася в Славонію і Срем. 8 серпня 1942 на Києво, яке являло тоді укріплений опорний пункт усташів на шляху із Кніна до Врліки, напала 2-га Далматинська пролетарська ударна бригада НВАЮ. Після запеклого бою усташі та їхня сільська міліція, які були добре закріпилися, розуміючи, що більше не можуть утриматися, втекли у Врліку. 27 січня 1943 р. на Києво напали четники в той час, як у селі не було ніяких військових сил чи інших озброєних оборонців, що обернулося загибеллю 45 мирних жителів. Всього в цій війні загинуло 209 мешканців Києва.

### Війна за незалежність
Києво зажило сумної слави в 1990 і 1991 роках у ході хорватської Війни за незалежність, ставши одним із перших населених пунктів, що піддалися вкрай жорстокому нападу сербських заколотників з утвореної ними САО Країна. Хорватське міністерство внутрішніх справ створило в Києві поліційну дільницю. Село тоді налічувало 1261 житель, 99,6% з яких — хорвати, але його оточували етнічно сербські села Полача, Цивляне і Цетина. Тому незабаром Києво було взято в кільце і в облогу сербськими військами Мілана Мартича, який 17 серпня 1991 року наказав спорудити барикади, щоб перепинити будь-який доступ до села. 18 серпня 1991 р. Мартич одержав від поліції і жителів Києва ультиматум із вимогою покинути село.
Кінець кінцем, 26 і 27 серпня 1991 року частини Югославської Народної Армії під командуванням полковника Ратка Младича, застосувавши важку артилерію, атакували село і вдерлися в нього, у результаті чого хорватські сили втекли до Дрниша. Решта хорватського населення покинула село після того, як артилерія знищила майже всі їхні оселі. Києво було зрівняно з землею, не вцілів жоден будинок. Кореспондент Белградського телебачення Весна Югович записала ці події. У зв'язку з цим прикладом етнічної чистки Мартича  і Младича  МТКЮ оголосив воєнними злочинцями. Мілана Мартича засуджено, тоді як Ратко Младич понад 15 років успішно переховувався від правосуддя, лише 26 травня 2011 р. його, нарешті, було викрито і схоплено.

## Населення
Населення громади за даними перепису 2011 року становило 417 осіб.
Динаміка чисельності населення громади:

## Клімат
Середня річна температура становить 11,38 °C, середня максимальна – 25,52 °C, а середня мінімальна – -3,96 °C. Середня річна кількість опадів – 972 мм.
| Клімат поселення                              | Клімат поселення | Клімат поселення | Клімат поселення | Клімат поселення | Клімат поселення | Клімат поселення | Клімат поселення | Клімат поселення | Клімат поселення | Клімат поселення | Клімат поселення | Клімат поселення | Клімат поселення |
| Показник                                      | Січ.             | Лют.             | Бер.             | Квіт.            | Трав.            | Черв.            | Лип.             | Серп.            | Вер.             | Жовт.            | Лист.            | Груд.            |                  |
| Середній максимум, °C                         | 8,68             | 9,36             | 12,62            | 16,48            | 21,14            | 24,89            | 25,52            | 25,44            | 20,95            | 16,44            | 11,16            | 8,13             |                  |
| Середня температура, °C                       | 2,38             | 3,04             | 6,30             | 10,15            | 14,83            | 18,57            | 21,14            | 21,05            | 16,55            | 12,06            | 6,76             | 3,73             |                  |
| Середній мінімум, °C                          | −3,96            | −3,28            | −0,01            | 3,84             | 8,50             | 12,25            | 16,76            | 16,68            | 12,18            | 7,68             | 2,38             | −0,65            |                  |
| Норма опадів, мм                              | 76               | 70               | 74               | 85               | 71               | 73               | 52               | 62               | 89               | 102              | 119              | 99               |                  |
| Середньомісячна швидкість вітру, м/с          | 1.72             | 1.98             | 2.22             | 2.20             | 1.98             | 1.75             | 1.75             | 1.60             | 1.70             | 1.72             | 1.95             | 1.95             |                  |
| Середньомісячна сонячна радіація, кДж/м²·день | 5276             | 7988             | 11651            | 16017            | 19936            | 22301            | 24015            | 21023            | 15669            | 10221            | 5717             | 4483             |                  |
| --------------------------------------------- | ---------------- | ---------------- | ---------------- | ---------------- | ---------------- | ---------------- | ---------------- | ---------------- | ---------------- | ---------------- | ---------------- | ---------------- | ---------------- |
| Джерело:                                      |                  |                  |                  |                  |                  |                  |                  |                  |                  |                  |                  |                  |                  |